# هرمانية جبلية
هرمانية جبلية (الاسم العلمي:Hermannia montana) هي نوع من النباتات تتبع جنس الهرمانية من الفصيلة الخلنجية.